# Bernd Bergmair
Bernd Bergmair (fälschlich gelegentlich Bergemar, * 1968 in Linz) ist ein österreichischer Investor. Laut Medienrecherchen aus dem Jahr 2021 war er zu dieser Zeit Haupteigentümer von Mindgeek, der Muttergesellschaft der Pornovideowebsite Pornhub. 2023 wurde Mindgeek verkauft.

## Leben
Bergmair war bis Dezember 2020 ein in der Öffentlichkeit weitgehend unbekannter Investor. Er wuchs als Sohn von Bauern in Ansfelden in Oberösterreich auf, besuchte das Gymnasium in Linz und wechselte auf die HLBLA St. Florian. Danach studierte er an der Universität Linz und schloss 1992 mit einer Diplomarbeit zu einem Thema aus dem Bereich der Unternehmensakquise ab: Evaluation of corporations and financing strategies in connection with M & A, LBO and MBO. In Folge machte er einen Abschluss an der Chicago Business School. Er arbeitete für Goldman Sachs in New York und stieg bis zum Partner auf. Danach arbeitete er in Frankfurt am Main, Hongkong und London. 2006 wurde er Eigentümer der Porno-Website RedTube. 2013 verkaufte er die Seite an Manwin, die inzwischen Mindgeek heißt. 
Er ist mit dem Instagram-Model Priscila Bergmair verheiratet. Das Paar hat drei Kinder und lebt in London.

## Eigentum von Mindgeek
Im Dezember 2020 veröffentlichte die Financial Times einen Bericht über die Eigentumsverhältnisse von Mindgeek. Mindgeek ist unter anderem Eigentümer von Pornhub, das wegen unzureichendem Schutz missbräuchlich hochgeladener Pornovideos international in der Kritik steht. Der von der Financial Times als „Bernard Bergemar“ bezeichnete Eigentümer besitze mehr als die Hälfte der Anteile, sei aber passiver Investor und nicht in das Tagesgeschäft involviert. In Folge kam es zu einer Kooperation der britischen Rechercheplattform Tortoise Media (gegründet von einem ehemaligen BBC-Nachrichtenchefredakteur) und dem österreichischen Magazin Dossier. Sie identifizierten „Bernard Bergemar“ mit Bernd Bergmair, was auch weit in der internationalen Presse berichtet wurde.
Die Dossier-Recherche ergab, dass er für 103 Hektar Land in Österreich über verschiedene Briefkastenfirmen als Eigentümer eingetragen ist. Laut Recherchen der Salzburger Nachrichten erwarb er über Treuhänder verschiedene landwirtschaftliche Nutzflächen in den Bezirken Linz-Land und Steyr-Land. Sein Vermögen wurde 2021 von der Sunday Times auf mindestens 1,4 Milliarden Euro geschätzt.
Im Jahr 2023 wurde Mindgeek von Ethical Capital Partners aufgekauft, einem Private-Equity-Unternehmen mit Sitz in Ottawa.